# Johnny Galecki
Johnny Galecki (født 30. april 1975 i Bree, Belgien) er en amerikansk skuespiller, som har medvirket i en række film og tv serier. Han er bedst kendt for sin rolle som David i tv-serien Roseanne i 92 episoder fra 1992-1997 og rollen som Leonard Hofstadter i den amerikanske hit serie The Big Bang Theory.

## Filmografi
- A Dog's Journey (2016)
- Rings (2016)
- The Master Cleanse (2016)
- CBGB (2013)
- In Time (2011)
- Table for Three (2009)
- Hancock (2008)
- Happy Endings (2005)
- Chrystal (2004)
- Bookies (2003)
- Vanilla Sky (2002)
- Bounce (2000)
- Playing Mona Lisa (2000)
- The Opposite of Sex (1998)
- Bean: The Ultimate Disaster Movie (1997)
- I Know What You Did Last Summer (1997)
- Suicide Kings (1997)
- Fars fede juleferie (1989)
- Prancer (1989)
- A Night in the Life of Jimmy Reardon (1989)